# سانت پره د ویلاماژور
سانت پره دِ ویلاماژور (کاتالونیایی: Sant Pere de Vilamajor) روستایی در استان بارسلون در بخش خودمختار کاتالونیا در کشور اسپانیاست. مساحت این روستا ۱۳٫۸ کیلومتر مربع است و جمعیت آن در سال ۲۰۱۴ میلادی، ۴٬۲۴۸ نفر بود.